# Feliniopsis
Feliniopsis is een geslacht van vlinders van de familie Uilen (Noctuidae).

## Soorten
- F. africana (Schaus & Clements, 1893)
- F. albilineata Warren, 1912
- F. albiorbis Warren, 1912
- F. annosa (Viette, 1963)
- F. anuosoides Laporte
- F. baueri Hacker & Fibiger, 2007
- F. berioi (Viette, 1963)
- F. breviuscula (Walker, 1858)
- F. confundens Walker, 1857
- F. confusa (Laporte, 1973)
- F. connivens (Felder & Rogenhofer, 1874)
- F. connotata Warren, 1912
- F. consummata (Walker, 1857)
- F. dargei Laporte, 1973
- F. dinawa Bethune-Baker, 1906
- F. discisignata Wileman & South, 1920
- F. distans Moore, 1882
- F. duponti (Laporte, 1974)
- F. grisea (Laporte, 1973)
- F. gueneei (Laporte, 1973)
- F. hoplista (Viette, 1963)
- F. hosplitoides (Laporte, 1979)
- F. hyperythra Galsworthy, 1997
- F. hyposcota Hampson, 1911
- F. incerta Roepke, 1938
- F. indigna (Herrich-Schäffer, 1854)
- F. indistans Guenée, 1852
- F. inextricans Walker, 1858
- F. insolita Hacker & Fibiger, 2007
- F. ivoiriensis Laporte, 1973
- F. ivoriensis (Laporte, 1973)
- F. jinka Hacker, 2010
- F. karischi Hacker & Fibiger, 2007
- F. kipengerensis Hacker & Fibiger, 2007
- F. knudlarseni Hacker & Fibiger, 2007
- F. kobesi Hacker & Fibiger, 2007
- F. kuehnei Hacker & Fibiger, 2007
- F. laportei Hacker & Fibiger, 2007
- F. larseni Hacker & Fibiger, 2007

- F. legraini Hacker & Fibiger, 2007
- F. leucostigma Moore, 1867
- F. ligniensis (Laporte, 1973)
- F. macrostigma Snellen, 1880
- F. margarita Galsworthy, 1997
- F. medleri (Laporte, 1973)
- F. milloti (Viette, 1961)
- F. minnecii (Berio, 1939)
- F. nabalua Holloway, 1976
- F. nigribarbata (Hampson, 1908)
- F. niveipuncta Hampson, 1911
- F. opposita (Walker, 1865)
- F. parvula Hacker & Fibiger, 2007
- F. parvuloides Hacker, 2010
- F. peridela Wileman & West, 1929
- F. politzari Hacker & Fibiger, 2007
- F. quadrisigna Moore, 1881
- F. quadrispina Holloway, 1979
- F. rufigiji Hacker & Fibiger, 2007
- F. sabaea Hacker & Fibiger, 2001
- F. satellitis (Berio, 1975)
- F. securifera Wileman & West, 1929
- F. segreta (Berio, 1966)
- F. siderifera Moore, 1881
- F. sinaevi Hacker & Mey, 2010
- F. subsagula (Fletcher D. S., 1961)
- F. talhouki (Wiltshire, 1983)
- F. tamsi Berio, 1975
- F. tenera (Viette, 1963)
- F. thoracica (Walker, 1858)
- F. viettei Hacker & Fibiger, 2001
- F. wojtusiaki Hacker & Fibiger, 2007